# Ганнівка (селище)
Га́ннівка — селище в Україні, у  Кадіївській міській громаді Алчевського району Луганської області. Населення становить 274 особи. Орган місцевого самоврядування — Южно-Ломуватська селищна рада.
Знаходиться на тимчасово окупованій території України.
Відповідно до Розпорядження Кабінету Міністрів України від 12 червня 2020 року № 717-р «Про визначення адміністративних центрів та затвердження територій територіальних громад Луганської області» увійшло до складу Кадіївської міської громади.

## Географія
Селище витягнуть уздовж берегів малої річки Ломуватка. Сусідні населені пункти: селища Новий і Глибокий, міста Брянка на сході, Алмазна на північному сході, селище Калинове (нижче за течією Ломуватки) на півночі, село Веселогорівка на заході; селища Южна Ломуватка на південному заході, Ломуватка на півдні (обидва вище за течією Ломуватки).
У Луганській області також існує однойменний населений пункт Ганнівка в Антрацитівському районі.

## Історія
У XVIII сторіччі поблизу селища існував зимівник Кальміуської паланки Війська Запорозького Низового, відомий як «Займище Ломова». Зимівник був розташований між сучасною Ганнівкою, станцією Ломуватка та с. Оленівка Перевальського району.